# Strychnos vanprukii
Strychnos vanprukii är en tvåhjärtbladig växtart som beskrevs av William Grant Craib. Strychnos vanprukii ingår i släktet Strychnos och familjen Loganiaceae. Utöver nominatformen finns också underarten S. v. acuminata.